# 拉法葉鎮區 (阿肯色州沃希托縣)
拉法葉鎮區（英語：Lafayette Township）是位於美國阿肯色州沃希托縣的一個行政鎮區。

## 地方資料
拉法葉鎮區的面積為137.50平方千米，當中陸地面積為136.56平方千米，而水域面積為0.94平方千米。根據2010年美國人口普查的數據，當地共有人口5789人，而人口密度為每平方千米42.1人。